# ولکی ورشسوو
ولکی ورشسوو (به چکی: Velký Vřešťov) یک منطقهٔ مسکونی در جمهوری چک است که در شهرستان تروتنوف واقع شده است. ولکی ورشسوو ۲۰۱ نفر جمعیت دارد.